# Born of Hope
Born of Hope (originaltitel: Born of Hope: The Ring of Barahir) är en fanfilm från 2009, regisserad av Kate Madison och producerad av Actors at Work Productions. Filmen äger rum i J.R.R. Tolkiens fiktiva värld Midgård, och handlar om Aragorns barndom och om hans far, Arathorn. Filmen kan ses på Youtube och finns textad på svenska.

## Handling
Filmens handling utspelar sig under tredje åldern och kretsar kring Dúnedains kamp mot Mordors orcher. Tre människor, Dirhael, hans fru Ivorwen och hans dotter Gilraen, flyr efter att deras by har stormats av orcher. I skogen blir de senare attackerade av orcher igen, men räddas av Arathorn och hans utbygdsjägare. Arathorn för dem till sitt hem Taurdal som styrs av Arador, hans far och Dúnedains hövding. Gilraen blir förälskad i Arathorn.
Arador leder ett fälttåg mot orcherna som härjar i området och försöker att stoppa deras framfart i Eriador. Samtidigt skickar han iväg Arathorn med uppdraget att skaffa besked om orchernas planer. Arathorn upptäcker att orcherna tjänar Sauron och söker efter Barahirs ring. Arador blir kallad till Elronds råd i Vattnadal. Under tiden ber Arathorn Dirhael om hans dotters hand. Arathorn får den, och när Arador återvänder från Vattnadal blir det bröllop mellan Arathorn och Gilraen.
Ett år senare blir Arador dödad av ett troll vid Dimmiga bergen och hans son Arathorn blir ny hövding. Gilraen blir gravid och föder senare sonen Aragorn. Efter en tids frid kommer alverna Elladan och Elrohir till Taurdal med bud från Vattnadal. Elrond begär att Gilraen och Aragorn förs till Vattnadal för att skydda Dúnedains släktband. Innan Arathorn och Gilraen har fattat sitt beslut blir byn överfallen av orcher. Orcherna besegras men många utbygdsjägare dödas. Arathorn och hans överlevande utbygdsjägare förföljer de övriga orcherna och fördriver dem från Eriador, men Arathorn blir dödligt skadad och förs tillbaka till Taurdal, där han tar farväl av sitt folk och sin familj och går hädan. Dúnedains folk har mist sin ledare och överger Taurdal för hemliga bosättningar i Rhudaurs skogar, medan Gilraen och Aragorn söker sin tillflykt till Vattnadal.

## Produktion
Filmen spelades in i Suffolk, Eppingskogen, Snowdonia och Lake District. Kate Madison fick idén till filmen år 2003; hon ville göra en egen Tolkien-fanfilm. Det tog sex år för 400 anställda att slutföra projektet.
Madison spenderade sina livsbesparingar på 8 000 brittiska pund på filmen. Ytterligare 17 000 pund genererades genom att publicera en trailer på nätet, vilket höjde budgeten till 25 000.

## Rollista
| Christopher Dane                | – Arathorn                                                           |
| Iain Marshall                   | – Arador, Arathorns far.                                             |
| Beth Aynsley                    | – Gilraen, Arathorns hustru.                                         |
| Andrew McDonald                 | – Dirhael, Gilraens far.                                             |
| Philippa Hammond                | – Ivorwen, Gilraens mor.                                             |
| Kate Madison                    | – Elgarain, en kvinnlig utbygdsjägare och en nära vän till Arathorn. |
| Lukas Johnston                  | – Aragorn, son till Arathorn och Gilraen.                            |
| Howard Corlett                  | – Halbaron, Arathorns närmaste man.                                  |
| Amani Johara                    | – Evonyn, Halbarons hustru.                                          |
| Ollie Goodchild och Lars Mattes | – Halbarad, Halbarons son.                                           |
| Raphael Edwards                 | – Mallor, en utbygdsjägare                                           |
| Danny George                    | – Dirhaborn, en utbygdsjägare                                        |
| Tom Quick                       | – Dorlad, Gilraens döda bror.                                        |
| Richard Roberts                 | – Shaknar, orchledare                                                |
| Lewis Penfold                   | – Gorganog, orchbefälhavare                                          |